# Manchester by the Sea
Manchester by the Sea (no Brasil, Manchester à Beira-Mar; em Portugal, Manchester by the Sea) é um filme estadunidense de 2016, do gênero drama, dirigido e escrito por Kenneth Lonergan. A produção é estrelada por Casey Affleck, Michelle Williams, Kyle Chandler e Lucas Hedges. A história se passa no Condado de Essex e é sobre um homem que cuida de seu sobrinho adolescente após a morte do pai do garoto.

## Elenco
- Casey Affleck ... Lee Chandler
- Lucas Hedges ... Patrick Chandler
  - Ben O'Brien ... Patrick (criança)
- Michelle Williams ... Randi Chandler
- Kyle Chandler ... Joe Chandler
- Gretchen Mol ... Elise
- Tate Donovan ... Hockey Coach
- Kara Hayward ... Silvie
- Erica McDermott ... Sue
- Matthew Broderick ... Rodney
- Heather Burns ... Jill
- C.J. Wilson ... George
- Anna Baryshnikov ... Sandy
- Heather Burns ... Mãe de Sandy
- Oscar Walhberg ... Joel
- Stephen Henderson ... Sr. Emery

## Prêmios e indicações
| Oscar 2017                                | Melhor filme                   | Lauren Beck, Matt Damon, Chris Moore, Kimberly Steward, Kevin J. Walsh | Indicado |
| Oscar 2017                                | Melhor direção                 | Kenneth Lonergan                                                       | Indicado |
| Oscar 2017                                | Melhor ator                    | Casey Affleck                                                          | Venceu   |
| Oscar 2017                                | Melhor ator coadjuvante        | Lucas Hedges                                                           | Indicado |
| Oscar 2017                                | Melhor atriz coadjuvante       | Michelle Williams                                                      | Indicado |
| Oscar 2017                                | Melhor roteiro original        | Kenneth Lonergan                                                       | Venceu   |
| BIFA 2016                                 | Melhor filme estrangeiro       | Lauren Beck, Matt Damon, Chris Moore, Kimberly Steward, Kevin J. Walsh | Indicado |
| Critics' Choice Awards                    | Melhor filme                   | Lauren Beck, Matt Damon, Chris Moore, Kimberly Steward, Kevin J. Walsh | Indicado |
| Critics' Choice Awards                    | Melhor diretor                 | Kenneth Lonergan                                                       | Indicado |
| Critics' Choice Awards                    | Melhor ator                    | Casey Affleck                                                          | Venceu   |
| Critics' Choice Awards                    | Melhor ator coadjuvante        | Lucas Hedges                                                           | Indicado |
| Critics' Choice Awards                    | Melhor atriz coadjuvante       | Michelle Williams                                                      | Indicado |
| Critics' Choice Awards                    | Melhor performance jovem       | Lucas Hedges                                                           | Venceu   |
| Critics' Choice Awards                    | Melhor roteiro original        | Kenneth Lonergan                                                       | Venceu   |
| Critics' Choice Awards                    | Melhor elenco                  | Melhor elenco                                                          | Indicado |
| Globo de Ouro 2017                        | Melhor filme de drama          | Lauren Beck, Matt Damon, Chris Moore, Kimberly Steward, Kevin J. Walsh | Indicado |
| Globo de Ouro 2017                        | Melhor ator em filme dramático | Casey Affleck                                                          | Venceu   |
| Globo de Ouro 2017                        | Melhor atriz coadjuvante       | Michelle Williams                                                      | Indicado |
| Globo de Ouro 2017                        | Melhor direção                 | Kenneth Lonergan                                                       | Indicado |
| Globo de Ouro 2017                        | Melhor roteiro                 | Kenneth Lonergan                                                       | Indicado |
| Gotham Awards 2016                        | Melhor filme                   | Lauren Beck, Matt Damon, Chris Moore, Kimberly Steward, Kevin J. Walsh | Indicado |
| Gotham Awards 2016                        | Melhor ator                    | Casey Affleck                                                          | Venceu   |
| Gotham Awards 2016                        | Melhor roteiro                 | Kenneth Lonergan                                                       | Indicado |
| Gotham Awards 2016                        | Melhor ator jovem              | Lucas Hedges                                                           | Indicado |
| Gotham Awards 2016                        | Prêmio do público              | Prêmio do público                                                      | Indicado |
| Hollywood Film Awards 2016                | Hollywood Screenwriter         | Kenneth Lonergan                                                       | Venceu   |
| Independent Spirit Awards 2017            | Melhor filme                   | Lauren Beck, Matt Damon, Chris Moore, Kimberly Steward, Kevin J. Walsh | Indicado |
| Independent Spirit Awards 2017            | Melhor papel masculino         | Casey Affleck                                                          | Venceu   |
| Independent Spirit Awards 2017            | Melhor ator coadjuvante        | Lucas Hedges                                                           | Indicado |
| Independent Spirit Awards 2017            | Melhor roteiro                 | Kenneth Lonergan                                                       | Indicado |
| Independent Spirit Awards 2017            | Melhor edição                  | Jennifer Lame                                                          | Indicado |
| Lisbon & Sintra Film Festival             | Jaeger                         | Manchester by the Sea                                                  | Indicado |
| Los Angeles Film Critics Association 2016 | Melhor ator                    | Casey Affleck                                                          | 2º lugar |
| Los Angeles Film Critics Association 2016 | Melhor atriz coadjuvante       | Michelle Williams                                                      | 2º lugar |
| Los Angeles Film Critics Association 2016 | Melhor roteiro                 | Kenneth Lonergan                                                       | 2º lugar |
| National Board of Review 2016             | Top 10                         | Top 10                                                                 | Venceu   |
| National Board of Review 2016             | Melhor filme                   | Lauren Beck, Matt Damon, Chris Moore, Kimberly Steward, Kevin J. Walsh | Venceu   |
| National Board of Review 2016             | Melhor ator                    | Casey Affleck                                                          | Venceu   |
| National Board of Review 2016             | Melhor roteiro original        | Kenneth Lonergan                                                       | Venceu   |
| National Board of Review 2016             | Melhor interpretação masculina | Lucas Hedges                                                           | Venceu   |
| New York Film Critics Circle 2016         | Melhor ator                    | Casey Affleck                                                          | Venceu   |
| New York Film Critics Circle 2016         | Melhor atriz coadjuvante       | Michelle Williams                                                      | Venceu   |
| New York Film Critics Circle 2016         | Melhor roteiro                 | Kenneth Lonergan                                                       | Venceu   |
| Palm Springs 2017                         | Melhor ator                    | Casey Affleck                                                          | Venceu   |
| Rome Film Festival 2016                   | Escolha do público             | Lauren Beck, Matt Damon, Chris Moore, Kimberly Steward, Kevin J. Walsh | Indicado |
| Satellite Awards 2016                     | Melhor filme                   | Lauren Beck, Matt Damon, Chris Moore, Kimberly Steward, Kevin J. Walsh | Venceu   |
| Satellite Awards 2016                     | Melhor diretor                 | Kenneth Lonergan                                                       | Venceu   |
| Satellite Awards 2016                     | Melhor ator                    | Casey Affleck                                                          | Indicado |
| Satellite Awards 2016                     | Melhor ator coadjuvante        | Lucas Hedges                                                           | Indicado |
| Satellite Awards 2016                     | Melhor atriz coadjuvante       | Michelle Williams                                                      | Indicado |
| Satellite Awards 2016                     | Melhor roteiro original        | Kenneth Lonergan                                                       | Indicado |
| Satellite Awards 2016                     | Melhor trilha sonora           | Lesley Barber                                                          | Indicado |
| Stockholm International Film Festival     | Cavalo de Bronze               | Manchester by the Sea                                                  | Indicado |
| WAFCA 2016                                | Melhor filme                   | Lauren Beck, Matt Damon, Chris Moore, Kimberly Steward, Kevin J. Walsh | Indicado |
| WAFCA 2016                                | Melhor diretor                 | Kenneth Lonergan                                                       | Indicado |
| WAFCA 2016                                | Melhor ator                    | Casey Affleck                                                          | Venceu   |
| WAFCA 2016                                | Melhor ator coadjuvante        | Lucas Hedges                                                           | Indicado |
| WAFCA 2016                                | Melhor atriz coadjuvante       | Michelle Williams                                                      | Indicado |
| WAFCA 2016                                | Melhor performance jovem       | Lucas Hedges                                                           | Venceu   |
| WAFCA 2016                                | Melhor elenco                  | Melhor elenco                                                          | Indicado |
| WAFCA 2016                                | Melhor roteiro original        | Kenneth Lonergan                                                       | Indicado |
| Actors Guild 2017                         | Melhor ator                    | Casey Affleck                                                          | Indicado |
| Actors Guild 2017                         | Melhor elenco                  | Melhor elenco                                                          | Indicado |
| Actors Guild 2017                         | Melhor atriz secundária        | Michelle Williams                                                      | Indicado |
| Actors Guild 2017                         | Melhor ator secundário         | Lucas Hedges                                                           | Indicado |

## Sinopse
Lee Chandler (Casey Affleck) é um zelador mal-humorado e introvertido que vive em Boston. Ele retorna à sua cidade natal, Manchester (Massachusetts), ao saber do grave estado de saúde do irmão (Kyle Chandler), que vem a falecer. Lee é surpreendido com o testamento do irmão que deixa a guarda de seu filho adolescente, Patrick (Lucas Hedges), com ele. Sobrecarregado com responsabilidades e angustiado com fantasmas do seu passado, Lee precisará confrontar as razões e fatos que o fizeram deixar para trás sua cidade e sua família.